# 명일동
명일동(明逸洞)은 대한민국 서울특별시 강동구에 위치한 법정동이다.

## 개요
명일동이라는 이름은 994년(고려 성종 11년) 이곳에 출장하는 관리들의 공용 숙박소로 명일원(明逸院)을 두어 여행하는 사람들의 편의를 돌보았기 때문에 그 이름을 따서 “명일원”, “원터골”("원텃골")이라 한데서 비롯되었다. 명일이라는 이름은 고려시대 중국의 당송대의 유행하던 예술이나 서예, 도예 따위의 평가 최고 점수를 일컬어 편안한 일, 뛰어날 일 [逸] 자를 주로 쓰게된다. 이에 따라 고려 양광주 목사가 이곳의 이름을 짓는데 "아침을 맞이하기 뛰어난 곳 " 이라 지으며 그 이름을 ‘명일원’이라 짓게된다.
- 1914년 경기도 광주군 구천면 샛말, 염주골, 간낫골, 건넛말, 샘말, 큰골 등 일대 자연마을을 합하여 명일리라고 하였다
- 1963년 1월 1일 서울특별시의 행정구역 확장에 따라 경기도 광주군 구천면에서 서울특별시 성동구에 편입되면서 명일동으로 바뀌었다.[2]
- 1975년 10월 1일 명일동에서 하일동을 분동하면서 강남구 관할이 되었다.[3]
- 1979년 10월 1일 강동구 관할이 되었다.
- 1985년 9월 1일 강동구 명일동에서 상일동, 고덕동을 분동하였다.
- 1988년 7월 1일 명일동에서 명일1동, 명일2동으로 행정구역 개편하였다.

아직까지 구천면 기념비가 명일1동 동사무소 앞에 서 있으며, 구천면이라는 이름은 도로 이름 개편 때 이 지역의 도로 이름인 ‘구천면로’로 채용되었다.

## 행정 구역

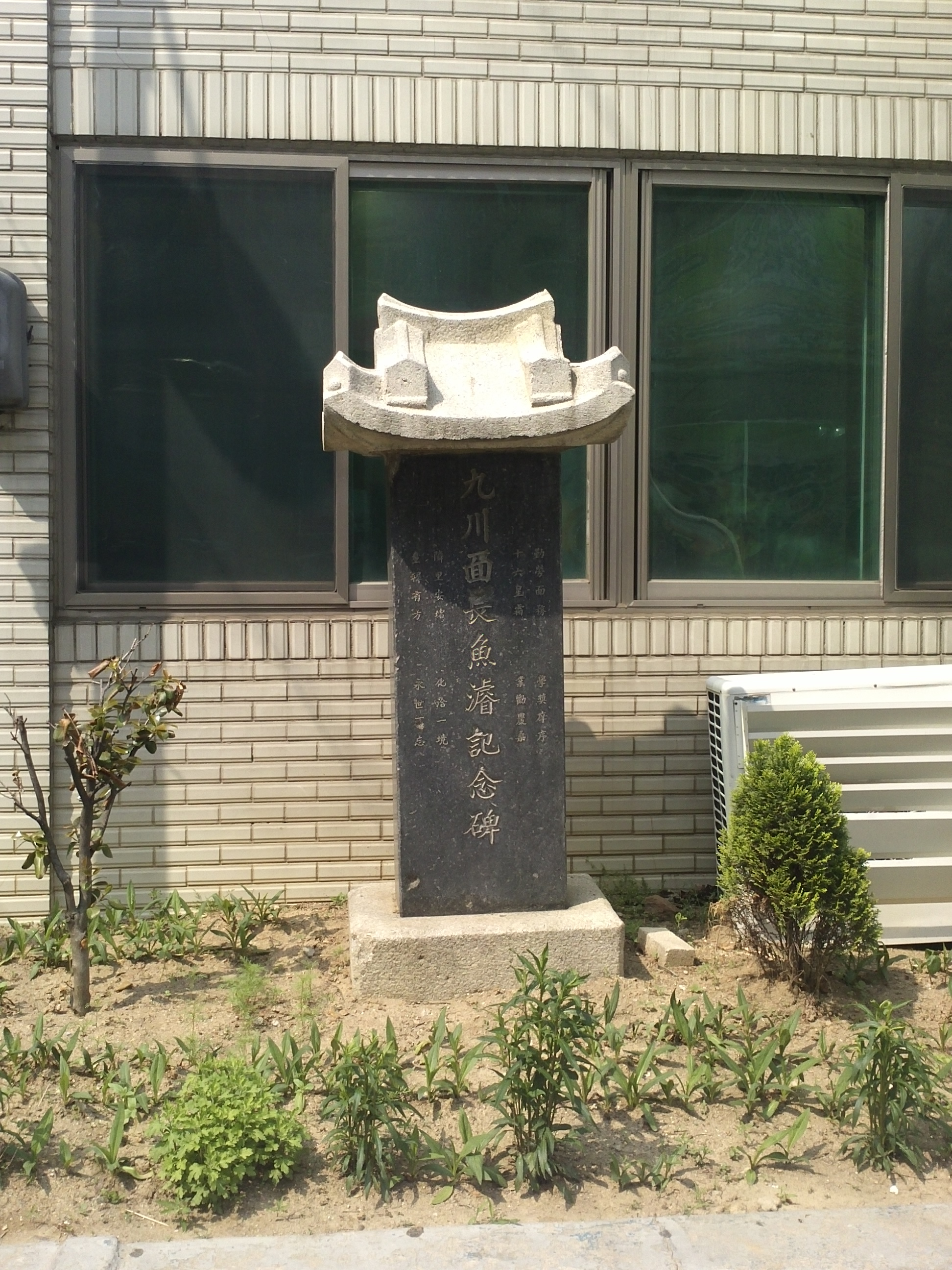
구천면 기념비, 명일1동 동사무소 앞

| 법정동 | 행정동    |
| ------ | --------- |
| 명일동 | 명일제1동 |
| 명일동 | 명일제2동 |

## 주요 시설
- 근접공원 : 길동생태공원
  - 샛마을 근린공원
- 역사 : 선사유적지

## 교통
- ● 수도권 전철 5호선
  - 굽은다리역 - 명일역

## 같이 보기
- 대한민국의 행정 구역